# Trois Jours et une vie (film)
Pour l’article homonyme, voir Trois Jours et une vie.
Pour plus de détails, voir Fiche technique et Distribution.
Trois Jours et une vie est un drame psychologique et un film néo-noir franco-belge réalisé par Nicolas Boukhrief, sorti en 2019.
Ce film est l'adaptation du roman éponyme de Pierre Lemaitre.  

## Synopsis
Première époque, 1999, le drame
Fin décembre 1999, à Olloy, dans l'Ardenne belge, Antoine Courtin, douze ans, vit seul avec Blanche (Sandrine Bonnaire), sa mère, une employée. Sensible et introverti, il a pour seul ami le docteur Dieulafoy (Philippe Torreton) qui, pressentant dans l'adolescent un possible futur médecin, lui fournit des livres d'anatomie. 
Fréquentant peu les enfants de son âge, Antoine sort avec Rémy Desmedt, six ans et demi, le petit garçon des voisins, qui lui voue une grande admiration. Il a édifié une cabane dans le bois qui leur sert de refuge. Il a aussi une grande affection pour Ulysse, le chien des Desmedt, un Border collie qui court comme un fou derrière la balle qu'Antoine à l'habitude de lui jeter.
Michel Desmedt (Charles Berling), le père du petit Rémy, fruste et alcoolique, est une grande gueule au sein de l'entreprise locale, une fabrique de jouets qui périclite, que son propriétaire, également maire de la commune, s'apprête à vendre. Le couple Desmedt a aussi une fille, Émilie. 
Un jour, alors qu'Antoine s'apprête à faire découvrir sa cabane à Émilie, il l'aperçoit en train d'embrasser Théo, un adolescent un peu plus âgé. Dès lors, s'enclenche la mécanique implacable du malheur. 
Bouleversé, le garçon rentre chez lui, le chien Ulysse comme d'habitude sur ses talons. Pour s'en débarrasser, il lui jette la balle après laquelle il a l'habitude de courir. Le chien traverse la rue et est heurté par la voiture de l'adjoint au maire. Grièvement blessé, l'animal est, sans autre forme de procès, achevé sur le champ d'un coup de fusil par Desmedt qui jette dans un sac poubelle le cadavre encore chaud du chien, sous les yeux horrifiés d'Antoine.
Le lendemain, Antoine regarde la benne à ordures emporter le sac contenant le cadavre d'Ulysse, puis il part vers la forêt. Le petit Rémy, qui l'a vu passer, lui emboîte le pas. Là, sous les yeux étonnés de Rémy, Antoine détruit avec rage la cabane qu'il a construite. Irrité par la présence de l'enfant qui lui pose des questions, il lui hurle que son père a tué le chien et il le chasse. Puis, joignant le geste à la parole, il jette vers lui le bâton avec lequel il fracassait la cabane. Le bâton touche l'enfant à la tête. En tombant, celle-ci heurte un rocher. Rémy est mort.
Pétrifié, Antoine reste d'abord dans un état de sidération. Puis, il se met à courir sans but à travers bois. Ensuite, il s'arrête pour réfléchir et revient vers le cadavre. Il le traîne jusqu'à une crevasse où il le laisse choir. Puis il se dissimule, quand une camionnette passe sur la route. C'est celle de Kowalski, le boucher-charcutier d'origine polonaise qui fait des livraisons à domicile, et qui est l'employeur de sa mère avec lequel celle-ci a une relation discrète. Puis, il rentre chez lui. Là, il trouve le village en pleine effervescence, car on s'est aperçu de la disparition de Rémy. Il réalise alors qu'il a perdu sa montre.
Kowalski est entendu par les gendarmes car on a vu sa camionnette stationnée dans le bois au moment de la disparition de l'enfant. Bien qu'il ne donne aucune explication, son interrogatoire s'arrête là.
Le jour de Noël, une battue est organisée. À l'issue de celle-ci, Antoine se jette inexplicablement sur Théo à la suite d'une réflexion déplacée de celui-ci concernant le chien. Rentré chez lui, il se bourre de comprimés. Ce comportement inhabituel appelle l'attention du docteur Dieulafoy, appelé par sa mère.
Alors qu'une seconde battue est programmée pour le lendemain matin, les éléments vont se déchaîner sur le village (référence à la Tempête Lothar du 26 décembre 1999), dissipant toute trace du crime.
Deuxième époque, 2014, la peur d'être découvert
Quinze ans plus tard, en 2014, Antoine termine ses études de médecine et s'apprête à partir pour Le Caire. Le village a pansé ses plaies et l'affaire du petit Rémy est, sinon oubliée, du moins classée.
De retour pour quelques jours chez sa mère, Antoine croise Émilie. Les deux jeunes gens s'avouent les sentiments qu'ils avaient l'un pour l'autre et Antoine a une aventure qu'il croit d'un soir avec elle.
Dans le même temps, en vue de l'édification d'un lotissement, un vaste programme de défrichage de la forêt est entrepris. Cela met en alerte Antoine, qui décide de retourner sur les lieux. Alors qu'il s'équipe en vue d'une expédition nocturne, il découvre chez sa mère une boîte en carton, contenant des coupures de presse relatant la disparition de Rémy, la balle avec laquelle Rémy jouait avec le chien Ulysse, et des cartes postales envoyées depuis Gdynia.
Au cours de la nuit, Antoine cherche à déplacer le corps de Rémy, mais échoue à l'extirper de la crevasse. Les restes du petit garçon sont retrouvés le lendemain. Lors d'une conférence de presse, le procureur indique qu'un cheveu étranger à Rémy a été retrouvé sur l'anorak de l'enfant, qu'il appartient probablement à son meurtrier, que l'ADN de celui-ci ne figure pas dans le fichier des empreintes génétiques mais qu'une épée de Damoclès est ainsi suspendue au-dessus du coupable pour le cas où son ADN devrait, pour quelque cause que ce soit, être prélevé un jour.
Quelques semaines plus tard, Émilie informe Antoine qu'elle est enceinte, qu'elle entend garder l'enfant et lui demande de prendre ses responsabilités. S'il refuse, elle portera plainte et demandera un test ADN pour prouver sa paternité. Il est coincé.
Par ailleurs, le docteur Dieulafoye, qui avait trouvé étrange le comportement d'Antoine après la battue, est pris d'états d'âme tardif : il prévient Antoine qu'il compte adresser une lettre au procureur, à moins qu'Antoine prenne l'initiative de se dénoncer. Antoine réussit à le faire taire en lui rachetant son cabinet, renonçant ainsi à son rêve d'aller s'installer à l'étranger.
Troisième époque, 2017, La résignation morose
Trois ans plus tard, Kowalski vient un jour le consulter. Antoine découvre à cette occasion que Kowalski est originaire de Gdynia. Il comprend que lui et sa mère entretenaient une liaison. À l'issue de cette consultation, Kowalski lui laisse une enveloppe kraft à l'intérieur de laquelle se trouve la montre qu'Antoine avait perdue dans la forêt le jour du drame. Il n'avait rien dit pour ménager Blanche, la mère d'Antoine. Il le rassure cependant en lui promettant qu'il n'a rien à craindre de lui. Quand il monte dans le bus pour repartir dans son pays, Blanche vient le remercier pour son silence.
Maintenant père de deux enfants, pensif et morose, Antoine passe le réveillon entre sa mère, sa femme Émilie qu'il n'aime pas, et Michel Desmedt, son alcoolique de beau-père. Son geste d'une seconde lorsqu'il avait douze ans aura déterminé sa vie.
Bien que tout danger d'être découvert soit ainsi momentanément écarté, Antoine se trouve ainsi sous contrôle et devra faire attention toute sa vie.

## Fiche technique
- Titre : Trois Jours et une vie
- Réalisation : Nicolas Boukhrief
- Scénario : Pierre Lemaitre d'après son roman éponyme
- Montage : Lydia Boukhrief
- Musique : Rob
- Photographie : Manuel Dacosse
- Production déléguée : Sidonie Dumas et Julien Colombani
- Production exécutive : Marc Vade
- Sociétés de production : Gaumont, Mahi Films
- Sociétés de coproduction : Onzecinq, France 3 Cinéma, Ganapati, La Company de la Seine, UMedia
- Société de distribution (intérieure et internationale) : Gaumont Distribution
- Pays de production :  France,  Belgique
- Langue originale : français
- Format : couleur
- Genre : Drame psychologique, thriller et néo-noir[2]
- Durée : 120 minutes
- Dates de sortie :
  - France : 21 août 2019 (Festival du film francophone d'Angoulême)[3] ; 18 septembre 2019 (sortie nationale)

## Distribution
- Sandrine Bonnaire : Blanche Courtin
- Charles Berling : Michel Desmedt
- Jérémie Senez : Antoine Courtin, enfant
- Pablo Pauly : Antoine Courtin, adulte
- Philippe Torreton : le docteur Dieulafoy
- Margot Bancilhon : Émilie Desmedt
- Dimitri Storoge : le gendarme Lambert
- Arben Bajraktaraj : Andrei Kowalski
- Yoann Blanc : le bourgmestre
- Pierre Lemaitre : le procureur
- Igor Van Dessel : Théo Mouchotte

## Production
Pierre Lemaitre a écrit l'adaptation de son propre roman et l'a proposée au réalisateur Nicolas Boukhrief pour la réalisation. Le tournage a eu lieu dans l'Ardenne belge, notamment à Olloy-sur-Viroin, Nismes et Couvin.

### Les personnages
- Antoine est fils unique d'une femme seule. Timide et introverti, il se lie peu avec les autres adolescents et cantonne ses liens affectifs à un petit voisin de six ans et demi (Rémy) et à un chien (Ulysse), deux êtres chers dont il causera pourtant la mort. Intelligent, il veut sortir de sa condition sociale et de ce petit village sans avenir. Egocentrique, réfléchi et calculateur, il n'a pas à proprement parler de remords mais est prêt à tout pour échapper aux conséquences de son geste.
- Blanche a tout misé sur ce fils, seule consolation d'une vie terne et sans perspectives. Fine et intuitive, elle subodore la vérité mais veut d'abord protéger Antoine.
- Michel Desmedt, braillard alcoolique, est dévasté par la disparition de son garçon, dont la mort a, sans qu'il le sache, pour origine sa brutalité. Ce drame va achever d'en faire une épave.
- Émilie, opportuniste et sans scrupules, a vu en Antoine, futur médecin, le moyen d'échapper à ses origines modestes, quitte à user du chantage. Matérialiste, un mariage sans amour ne l'effraie pas.
- Le docteur Dieulafoy voit en Antoine son successeur et peut-être aussi le fils qu'il n'a pas eu. Personnalité complexe et changeante, il commence par le couvrir, puis l'informe qu'il va le dénoncer et enfin lui vend son silence contre la pérennité de son cabinet.
- Kowalski est l'étranger, donc le bouc-émissaire rêvé pour endosser le rôle du coupable. Taiseux, il va, par amour, effacer toute trace tangible permettant de remonter jusqu'au fils de sa maîtresse.

## Réception critique
Le film reçoit une moyenne des critiques de 3,2/5 sur Allociné. 
Le Parisien a globalement aimé ce film et trouve que l'on ressort « chamboulés et bluffés de ce marathon émotionnel, tenu par une mise en scène d'une redoutable efficacité et par des acteurs impeccables ».
Libération n'a pas aimé le film : « En tentant d'explorer la psychologie des hommes, Nicolas Boukhrief perd totalement l'aspect inquiétant de l'intrigue. »

## Analyse

### Principales différences avec le roman
- Antoine : dans le roman, il tue Rémy d'un coup de bâton ; dans le film il ne fait que lancer dans sa direction le bâton qui va tuer l'enfant. Par ailleurs, dans le roman, en 2011, il va être médecin à 22 ans, ce qui est trop jeune, erreur corrigée dans le film, où, en 2015, il a 26 ans en dernière année de médecine, ce qui est plus vraisemblable. Enfin, dans le roman, Antoine adulte a une amie, Laura, complètement absente du film.
- Émilie : dans le roman, elle est la fille, lascive, stupide et plutôt passive, du contremaître Mouchotte ; dans le film, elle est la fille rouée et volontaire de Michel Desmedt.
- Blanche : dans le roman, la mère d'Antoine est terne et tatillonne ; dans le film, elle est fine et discrète.
- Michel Desmedt : dans le roman, le père massif et colérique de Valentine (qui n'existe pas dans le film) et de Rémy, meurt prématurément d'un AVC ; dans le film, père d'Émilie, il devient le beau-père d'Antoine.
- Mouchotte : dans le roman, le rôle du contremaître, voisin de Blanche et d'Antoine, et par ailleurs ennemi intime de Desmedt, est beaucoup plus développé que dans le film : c'est notamment lui qui convainc Antoine de se marier avec sa fille, Émilie.
- Kowalski : dans le roman, la fin suggère que celui-ci pourrait être le père d'Antoine, hypothèse qui n'est pas du tout abordée dans le film.
- Le docteur Dieulafoy : dans le roman, le rôle du médecin - par ailleurs d'origine asiatique - est plus subtil et moins ambigu que dans le film ; ainsi, dans le roman, il ne monnaye pas son silence.
- L'ADN du cheveu retrouvé sur l'anorak de Rémy : dans le roman, contrairement à ce qui se passe dans le film, il ne constitue pas un élément absolument décisif. Un cheveu d'Antoine, meilleur ami de Rémy, peut très bien être trouvé sur l'anorak de celui-ci sans qu'Antoine soit pour autant son meurtrier.